# ناصر علیی
ناصر علیی (آلبانیایی: Naser Aliji؛ زادهٔ ۲۷ دسامبر ۱۹۹۳) بازیکن فوتبال اهل آلبانی است.
از باشگاه‌هایی که در آن بازی کرده‌است می‌توان به باشگاه فوتبال کایزرسلاوترن، باشگاه فوتبال ویرتوس انتلا، باشگاه فوتبال دینامو بخارست، باشگاه فوتبال فادوتس، باشگاه فوتبال بوداپست هونود، و باشگاه فوتبال بازل اشاره کرد.
وی همچنین در تیم‌های ملی فوتبال زیر ۲۱ سال سوئیس و آلبانی بازی کرده‌است.